# Закони Джима Кроу

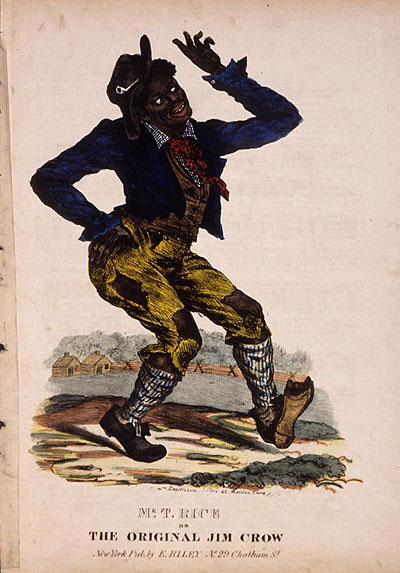

Закони Джима Кроу (англ. Jim Crow laws) — широко поширена неофіційна назва законів про расову сегрегацію в деяких штатах США у період 1890–1964 років.

## Період після Громадянської війни
Після Громадянської війни в США, що звільнила чорношкірих від рабства, федеральний уряд вжив заходів щодо забезпечення прав чорношкірого населення (13, 14, 15 поправки до Конституції, Закон «Про громадянські права» 1866 і 1875). У відповідь демократи південних штатів ухвалили місцеві закони, що серйозно обмежили в правах чорношкіре населення. Ці закони стали відомі як «Закони Джима Кроу» (Jim Crow laws), названі по імені комічного персонажа.

## Початок епохи «Законів Джима Кроу»
Початком епохи «Законів Джима Кроу» прийнято вважати 1890, коли в Луїзіані була введена расова сегрегація на залізниці. Верховний суд США постановою від 1896 проголосив про те, що «окремі, але рівні» вигоди не суперечать Конституції США.
До 1915 року в кожному південному штаті ухвалено закони, які встановлювали сегрегацію в навчальних закладах, готелях, магазинах, ресторанах, лікарнях, транспорті, туалетах. У судах було дві Біблії, одна з яких призначалася для принесення присяги чорношкірими. Існували обмеження, пов'язані з участю в голосуванні: виборчий податок і тест на грамотність, які стосувалися лише чорношкірих. Тест на грамотність являв собою читання всього тексту Конституції і Декларації незалежності напам'ять. У результаті цього на виборах 1900 року в Алабамі з 181500 чорношкірого населення проголосувало лише 3000.

## Боротьба за рівні права
Для боротьби за свої права чорношкірим населенням були створені Національна асоціація за поступ кольорового населення (НАПКН) (National Association for the Advancement of Colored People (NAACP) (1909)) та Національна Ліґа городян (НЛГ) (National Urban League) (1910). Боротьба цих організацій за громадянські права для чорношкірих почала давати певні результати лише під час і після Другої світової війни. Під їх тиском, перед вступом у війну, президент США Рузвельт підписав указ, що забороняв дискримінацію на підставі етнічних відмінностей при прийманні на роботу, і звелів ужити заходів до скасування сегрегації в збройних силах.
Після війни НАПКН розпочала кампанію проти сегрегації в галузі державної освіти. Після їх позову проти п'яти шкільних рад, що виступили проти тодішньої концепції роздільного й рівного навчання, Верховний суд у 1954 ухвалив одностайне рішення, що «роздільний доступ до освіти є, за своєю суттю, нерівним». Проте влада у декількох штатах та місцеві органи влади робили багато зусиль, щоб послабити його ефект. Навіть уже в 1960 десегреговані школи відвідували менш як один відсоток чорношкірих учнів.
Розпорядження виконавчої влади 8802 заборонялась дискримінаційна практика найму в оборонній промисловості, але закони Джима Кроу у Вірджинії ускладнювали працевлаштування афроамериканок порівняно з білими жінками.   Так група афроамериканок-обчислювачок отримала назву West Area Computers "Західні обчислювальнички", оскільки працювали у західній частині Ленглі, тоді як білі математики працювали у східній секції. .

## Втрата впливу
До середини XX століття під тиском громадськості Верховний суд США став визнавати ці закони антиконституційними. Останній з подібних законів був скасований в 1964 році після розгляду справи «Мотель «Серце Атланти» проти Сполучених Штатів», коли в Джорджії заборонили сегрегацію у громадських місцях.
У 1964 Конгрес ухвалив «Акт про громадянські права», який цілком однозначно забороняв дискримінацію в громадських місцях загального користування, системі освіти, при найманні на роботу та в будь-якій організації, що одержує фінансову підтримку держави. В наступні роки було ухвалено ще низку законопроєктів, за якими чорношкірі одержували рівні виборчі права й заборонялася дискримінація при наданні житла.